# Giel ten Bosch
Giel ten Bosch (Overveen, 5 augustus 1974) is een voormalig Nederlands honkballer en journalist.
Ten Bosch speelde tweede honkman en kwam jarenlang uit voor het eerste team van Kinheim uit Haarlem waarvan hij ook aanvoerder was en in 2001 de Europacup II mee veroverde. Ook speelde hij van 1996 tot 2000 voor het Nederlands honkbalteam en nam deel aan diverse toernooien. In 1996 werd hij tijdens de Haarlemse Honkbalweek uitgeroepen tot Meest Waardevolle Speler. Tevens nam hij deel aan de Olympische Zomerspelen 1996.
Ten Bosch werkte twaalf jaar als journalist op de financiële redactie van dagblad de Telegraaf. Sinds 2015 is hij werkzaam als journalist (specialisering: financiële markten) bij Het Financieele Dagblad.
Hij heeft een relatie met collegajournalist Fiona Hering met wie hij in 2007 een zoon kreeg.
Johnny Balentina · 
Giel ten Bosch · 
Eric de Bruin · 
Peter Callenbach · 
Rob Cordemans · 
Jeffrey Cranston · 
Eddie Dix · 
Marlon Fluonia · 
Evert-Jan 't Hoen · 
Eelco Jansen · 
Marcel Joost · 
Adonis Kemp · 
Geoffrey Kohl · 
Marcel Kruijt · 
André van Maris · 
Edsel Martis · 
Paul Nanne · 
Tom Nanne · 
Byron Ward · 
Danny Wout